# Ioan Frunzetti
Ioan Frunzetti (n. 8 iunie 1852, Dorohoi – d. 12 ianuarie 1877) a fost un militar român, erou al Războiului de Independență. 
Intrat în oștire ca soldat la 1870, trece în rezervă la 1875, apoi se reangajează ca sergent în 1876 și este înălțat în același an la gradul de sublocotenent. În timpul Războiului de Independență, face parte din Regimentul No. 9 Dorobanți și moare în lupta de la Smârdan la 12 ianuarie 1878.

## In memoriam
O stradă din municipiul Botoșani a fost numită Aleea Sublocotenent Ioan Frunzetti.